# Blind Idiot God
I Blind Idiot God sono un gruppo musicale rock statunitense formato nella metà degli anni '80 a St. Louis (Missouri) da Andy Hawkins (chitarra), Gabriel Katz (basso) e Ted Epstein (batteria).
Il loro album d'esordio, Blind Idiot God del 1987 è considerato uno dei migliori lavori dell'avanguardia rock anni '80, una pietra miliare del Rock e un capolavoro assoluto dell'hardcore. La loro musica, esclusivamente strumentale, è una fusione tra la violenza dell'hardcore e altri generi molto diversi tra loro quali il thrash metal, il funk, il dub, il math rock. In esso, grazie a tecniche sonore ripetitive e dissonanti, l'esasperazione viene elevata a stile -in partiture strumentali ispide e amelodiche che richiamano talvolta anche classici come John Coltrane e Jimi Hendrix. Il loro album fu rivoluzionario all'interno del contesto underground americano, tanto che la loro proposta non ebbe particolare fortuna all'epoca.
Il trio ha pubblicato altri due album (Undertow e Cyclotron), ma non è riuscito a ripetersi sugli stessi livelli di quello del 1987. Nell'album Cyclotron è presente John Zorn, eminente personaggio dell'avanguardia jazz di quegli anni.
Il chitarrista Hawkins ha pubblicato anche un album da solista, costituito da quattro lunghi assoli di chitarra, di nome Azonic Halo.

## Discografia
- Blind Idiot God (SST, 1987)
- Undertow (Enemy, 1988)
- Cyclotron (Enemy, 1992)

### EP
- Purged Specimen (Enemy, 1992)